# Zarma
Los zarmas son un grupo étnico africano del grupo songhai, presentes fundamentalmente en Níger, y de modo minoritario en Nigeria, Benín, Ghana y Burkina Faso. En Níger representan alrededor del 28% de la población.

## Etimología
El nombre posee numerosas variantes en su transcripción: adzerma, djerma, dyerma, dyarma, dyaberma, zarma, zaberma, zarbarma, zerma.